# Božjakovina
 Božjakovina  falu Horvátországban Zágráb megyében. Közigazgatásilag Brckovljanihoz tartozik.

## Fekvése
Zágrábtól 25 km-re keletre, községközpontjától 1 km-re délnyugatra, a Zelina-patak partján, a megye keleti részén fekszik.

## Története
A Zelina melletti birtokot, melyet eredetileg Szent Mártonnak ("terra Sancti Martini") neveztek még 1206-ban adományozta II. András király a templomosoknak, akiket a horvát köznyelv božjacinak, azaz istenes lovagoknak nevezett. Birtokközpontjukat pedig róluk Božjakovinának nevezték el. A birtok a 14. században lett a johannita lovagoké. A johanniták kolostorának és birtokának neve Bozsjákó éven,  egy 1367-es okiratban jelent meg először "monosterii homines ad bona dicti ordinis Bosiako spectantes" alakban. 
Bozsjákó várát, melyet 1510-ben "castrum Bosyako" alakban említenek először Lejla Dobronić horvát történész a brckovljani Szent Berenck plébániatemplom közelébe, a templomtól keletre Gračec irányába húzódó erdős dombvonulatra helyezi. Gračec nevét is az egykori várral hozza összefüggésbe. Mások az erősséget és a kolostort a prozorjei egykori Szent Márton templom közelébe helyezik. A johanniták távozása után a birtok a vránai perjelség uralma alá került. 1573-ban Tahy Ferenc birtoka lett. 1591-ben a török a várat és a kolostort is lerombolta. 1610 körül a várat újjáépítették, de 1672-ben már újra romos volt. a korabeli leírások szerint nagyrészt fából épített, vízivár jellegű építmény volt. 1592-ben Tahy a birtokot lánytestvérének és sógorának Jankovich Ferencnek zálogosította el. 1597-ben tőlük erővel vette el Zrínyi György királyi tárnokmester és egészen 1671-ig Zrínyi Péter haláláig a család kezén maradt. Ekkor hűtlenség címén a kincstáré lett, majd 1686-ban I. Lipót király 18733 rajnai forintért Draskovich Jánosnak és feleségének Nádasdy Máriának adta el és ezután 197 évig a Draskovichok birtoka maradt. A család a 18. század elején a romos várkastély helyett  építtette fel Blahimir kastélyát. Ez az épület valószínűleg sohasem készült el teljesen, romjai mintegy egy kilométerre az új kastélytól délkeletre a Zelina-Lonja-Glogovnica-Česma összekötő csatorna melletti mezőn ma is láthatók. A család végül a zágráb-vrboveci út mellett építette fel új kastélyát, mely ma is áll. 1882-ben Draskovich Tódor a birtok kétharmadát Saj Ferdinándnak adta el, míg egyharmadát, amin a kastély is állt megtartotta. 1896-ban Saj gazdasági nehézségek miatt birtokát eladta az államnak, mely gazdasági iskolát és mintagazdaságot létesített rajta. A kastélyban 1924-ben nyílt meg az iskola, mely a körösi mezőgazdasági iskola és a zágrábi egyetem mezőgazdasági karának intézménye volt.
A településnek 1857-ben 75, 1910-ben 220 lakosa volt. Trianonig Zágráb vármegye Dugoseloi járásához tartozott. Alapiskoláját 1990-ben építették. 
2001-ben 217  lakosa volt.

## Lakosság
| Lakosság változása | Lakosság változása | Lakosság változása | Lakosság változása | Lakosság változása | Lakosság változása | Lakosság változása | Lakosság változása | Lakosság változása | Lakosság változása | Lakosság változása | Lakosság változása | Lakosság változása | Lakosság változása | Lakosság változása |
| ------------------ | ------------------ | ------------------ | ------------------ | ------------------ | ------------------ | ------------------ | ------------------ | ------------------ | ------------------ | ------------------ | ------------------ | ------------------ | ------------------ | ------------------ |
| 1857               | 1869               | 1880               | 1890               | 1900               | 1910               | 1921               | 1931               | 1948               | 1953               | 1961               | 1971               | 1981               | 1991               | 2001               |
| 75                 | 45                 | 38                 | 103                | 228                | 220                | 257                | 226                | 263                | 298                | 285                | 265                | 275                | 227                | 216                |

## Nevezetességei
- Az egykori Drakovich-kastély[3] ma mezőgazdasági iskola. A kastélyt a 18. században a Draskovich család építtette késő barokk stílusban.

- Bozsjákó vára

- A település északnyugati részén található kastély[4] egyemeletes, kontytetővel borított, téglalap alaprajzú  épület, amelyet a 18. és 19. század fordulóján építettek késő barokk-klasszicista stílusban. A kastély az először 1573-ban említett božjakovinai uradalom részét képező birtok székhelye volt. A mennyezet minden helyiségben vakolt fagerendákból áll. Az udvartól délkeletre a bekötőút mentén egy egykor fákkal szegélyezett álé maradványai találhatók. A kastély egyike a kisnemesség kúriáinak, amelyekben egykor bővelkedett Brcko környéke.

- Védett műemlék a falu északi részén található egykori fogadó 18. századi emeletes, barokk stílusú épülete.[5] Kőből és téglából épült, sima vakolattal vakolt, négyszögletes alaprajzú, kontytetős épület. A nyugati főhomlokzatot mindkét emeleten hét ablaktengely tagolja, míg a hátsó az ablaknyílások aszimmetrikus elrendezése azt mutatja, hogy nemrégiben felújították. A tér belső szerkezete egyszerű és funkcionális: központi folyosóval és kettős fa lépcsővel a hátsó részen, amely a lakószintre vezet. Az épület megőrizte eredeti felépítését, építészeti kialakítását és stiláris részleteit, és harmonikusan illeszkedik Brckovljan környékének tájképébe, ezért építészeti és tájképi értéke is van.